# Melchior von Stenglein
Melchior Ignatius Nicolaus Stenglein, seit 1841 Ritter von Stenglein (* 21. Oktober 1790 in Kronach; † 10. September 1857 in Bayreuth) war Staatsrat und Regierungspräsident von Oberfranken.

## Leben
Melchior Stenglein war der Sohn von Christoph Friedrich Stenglein (1744–1803) und Anna Rosina Limmer (1755–1849). Er studierte in Bamberg, Würzburg und Landshut Rechtswissenschaften und war zunächst beim Landgericht Ebermannstadt im Mainkreis und bei der Polizeidirektion Bamberg tätig. Für die Regierung des Obermainkreises war er seit 1817 tätig, zuletzt als Regierungsrat. Von 1838 bis 1840 war er Regierungsdirektor bei der Innenbehörde in Unterfranken.
Im Jahr 1840 wurde er als Nachfolger von Ferdinand von Andrian-Werburg und erster Nichtadliger Regierungspräsident von Oberfranken, er übte dieses Amt bis zu seinem Tode am 10. September 1857 aus. Am 11. September 1857 wurde er in Bamberg begraben. Sein Amtsnachfolger wurde Friedrich Freiherr von Podewils.
1841 wurde ihm das Ritterkreuz des Verdienstordens der Bayerischen Krone verliehen. Damit verbunden war die Erhebung in den persönlichen Adelsstand und er durfte sich nach der Eintragung in die Adelsmatrikel Ritter von Stenglein nennen. 1846 erhielt Stenglein das Komturkreuz dieses Ordens.
Aus seiner Amtszeit ist überliefert, dass er am 25. August 1844 die Einweihungsrede für den Bahnhof Bamberg hielt und während der Märzrevolution 1848 durch sein Verhalten eine Eskalation der Ereignisse in Oberfranken weitgehend verhindern konnte.
Aus seiner ersten, 1821 in Bayreuth mit Maria Anna von Kammerloher (1795–1827) geschlossenen Ehe gingen drei Kinder hervor, Maria Anna Rosina (1822–1823), Rosina Elisabeth Maria (1824–1888) und Melchior Ignaz Hermann Heinrich Christoph (1825–1903). 
Die nach dem Tode seiner ersten Frau mit Maria Sophia Freiin von und zu Egloffstein (1804–?) geschlossene zweite Ehe blieb kinderlos.